# Curtis Lee
Curtis Lee, född 28 oktober 1939 i Yuma i Arizona, död 8 januari 2015 i Yuma i Arizona, var en amerikansk sångare och låtskrivare. Lee skivdebuterade 1959, och 1960 började han skriva låtar tillsammans med Tommy Boyce (senare med i duon Boyce & Hart). De skrev Curtis Lees genombrottslåt "Pretty Little Angel Eyes" som 1961 nådde sjundeplatsen på Billboard Hot 100 i USA. Låten blev även kort listnoterad i Storbritannien där den nådde #47 på singellistan.  Lees nästa singel "Under the Moon of Love" skrev han också med Tommy Boyce, och denna blev en mindre hit i USA. Låten röstades in på svenska Tio i topp-listan i en vecka och nådde där placering #8 i december 1961. Båda inspelningar producerades av Phil Spector, och på båda låtarna medverkade doo wop-gruppen The Halos. Curtis Lee fortsatte med musiken fram till 1969, då han lämnade branschen för att istället börja arbeta med ett byggföretag.
Den brittiska glamrockgruppen Showaddywaddy spelade senare in Curtis Lees båda hitsinglar, och nådde 1976 förstaplatsen på Englandslistan med sin version av "Under the Moon of Love".

## Diskografi (urval)
Singlar
- 1961 – "Pledge Of Love" (US #110)
- 1961 – "Pretty Little Angel Eyes" (US #7)
- 1961 – "Under the Moon of Love" (US #47)
- 1961 – "Just Another Fool" (US #110)